# Ursoaia, Gorj
Ursoaia este un sat în comuna Negomir din județul Gorj, Oltenia, România.

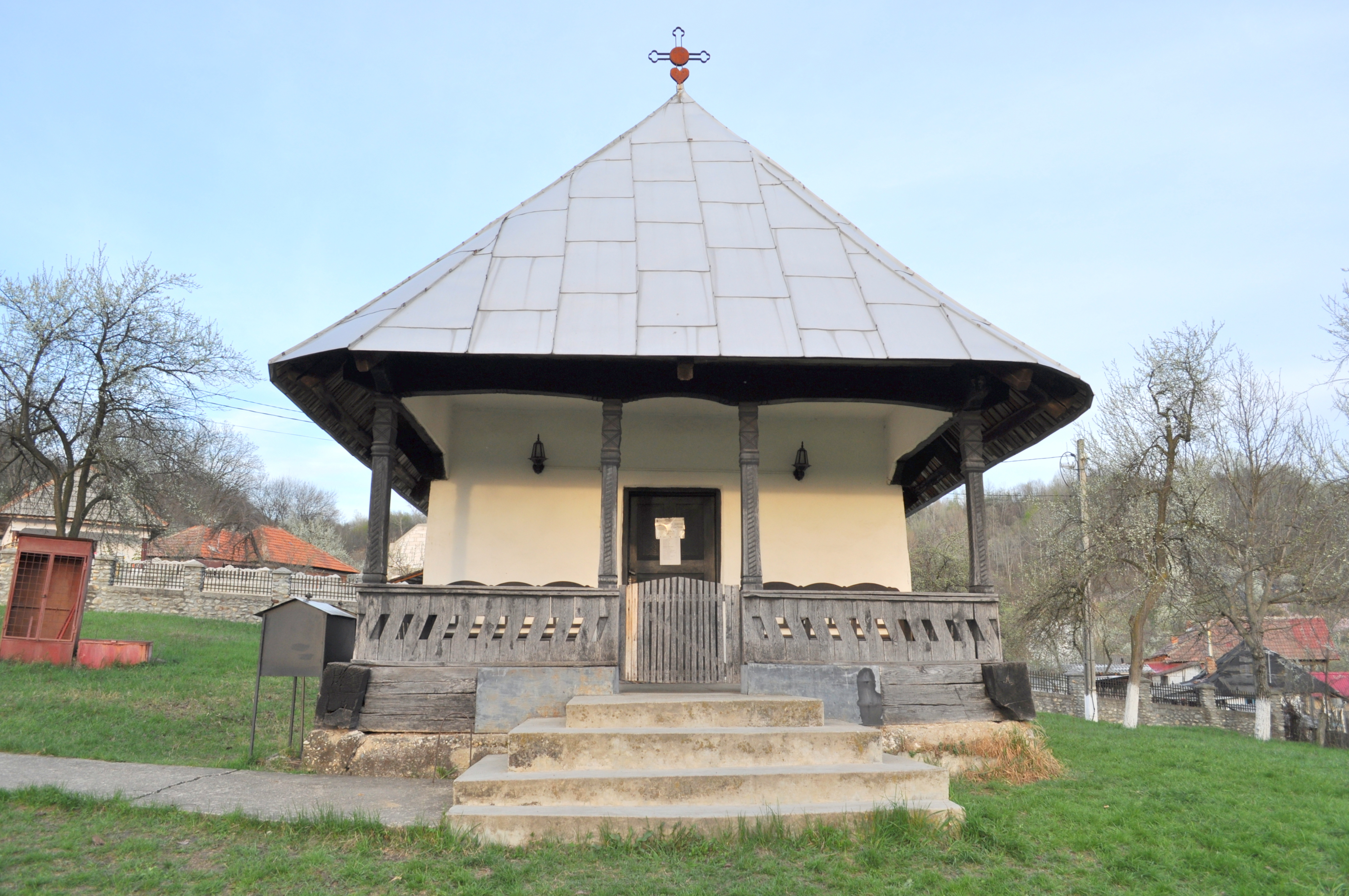
Biserica de lemn din sat

 Acest articol despre o localitate din județul Gorj este deocamdată un ciot. Puteți ajuta Wikipedia prin completarea lui.